# 14e cérémonie des Chicago Film Critics Association Awards
La 14e cérémonie des Chicago Film Critics Association Awards, décernés par la Chicago Film Critics Association, a eu lieu le 25 février 2002, et a récompensé les films réalisés dans l'année.

## Palmarès

### Meilleur film
- Mulholland Drive

### Meilleur réalisateur
- David Lynch – Mulholland Drive

### Meilleur acteur
- Gene Hackman pour le rôle de Royal Tenenbaum dans La Famille Tenenbaum (The Royal Tenenbaums)

### Meilleure actrice
- Naomi Watts pour le rôle de Betty Elms / Diane Selwyn dans Mulholland Drive

### Meilleur acteur dans un second rôle
- Steve Buscemi pour le rôle de Seymour dans Ghost World

### Meilleure actrice dans un second rôle
- Cameron Diaz pour le rôle de Julie Gianni dans Vanilla Sky

### Acteur le plus prometteur
- Audrey Tautou pour le rôle d'Amélie Poulain dans Le Fabuleux Destin d'Amélie Poulain

### Réalisateur le plus prometteur
- Todd Field – In the Bedroom

### Meilleur scénario
- Memento – Christopher Nolan

### Meilleure photographie
- Le Seigneur des anneaux : La Communauté de l'anneau (The Lord of the Rings: The Fellowship of the Ring) – Andrew Lesnie

### Meilleure musique de film
- Le Seigneur des anneaux : La Communauté de l'anneau (The Lord of the Rings: The Fellowship of the Ring) – Howard Shore

### Meilleur film en langue étrangère
- Le Fabuleux Destin d'Amélie Poulain  France

### Meilleur film documentaire
- The Endurance: Shackleton's Legendary Antarctic Expedition